# 睢景臣
睢景臣（1264年—1330年），元代散曲、杂剧作家,字景贤。生平记载较少，所作杂剧有《莺莺牡丹记》、《千里投人》、《屈原投江》等，均已失传。最广为人知的作品是套曲《哨遍·高祖还乡》，作品以古讽今，嬉笑怒骂，反映了封建帝王欺压百姓的真面目。

## 生平
钟嗣成在《录鬼簿》中评价“维扬诸公，俱作《高祖还乡》套数，惟公《哨遍》制作新奇，皆出其下。”评价他的《南吕·一枝花》《题情》：“人间燕子楼，被冷鸳鸯锦。酒空鹦鹉盏，钗折凤凰金。”四句“亦为工巧，人所不及也”。贾仲明在增补本《录鬼簿》中将睢景臣列入“方今已亡名公才人，余相知者”之列，补充称雎景臣“自幼读书，以水沃面，双眸红赤。不能远视”。

## 作品
- 大石调·六国朝
- 商角调·黄莺儿·寓僧舍秋色
- 般涉调·高祖还乡